# Husmoderns varuhus

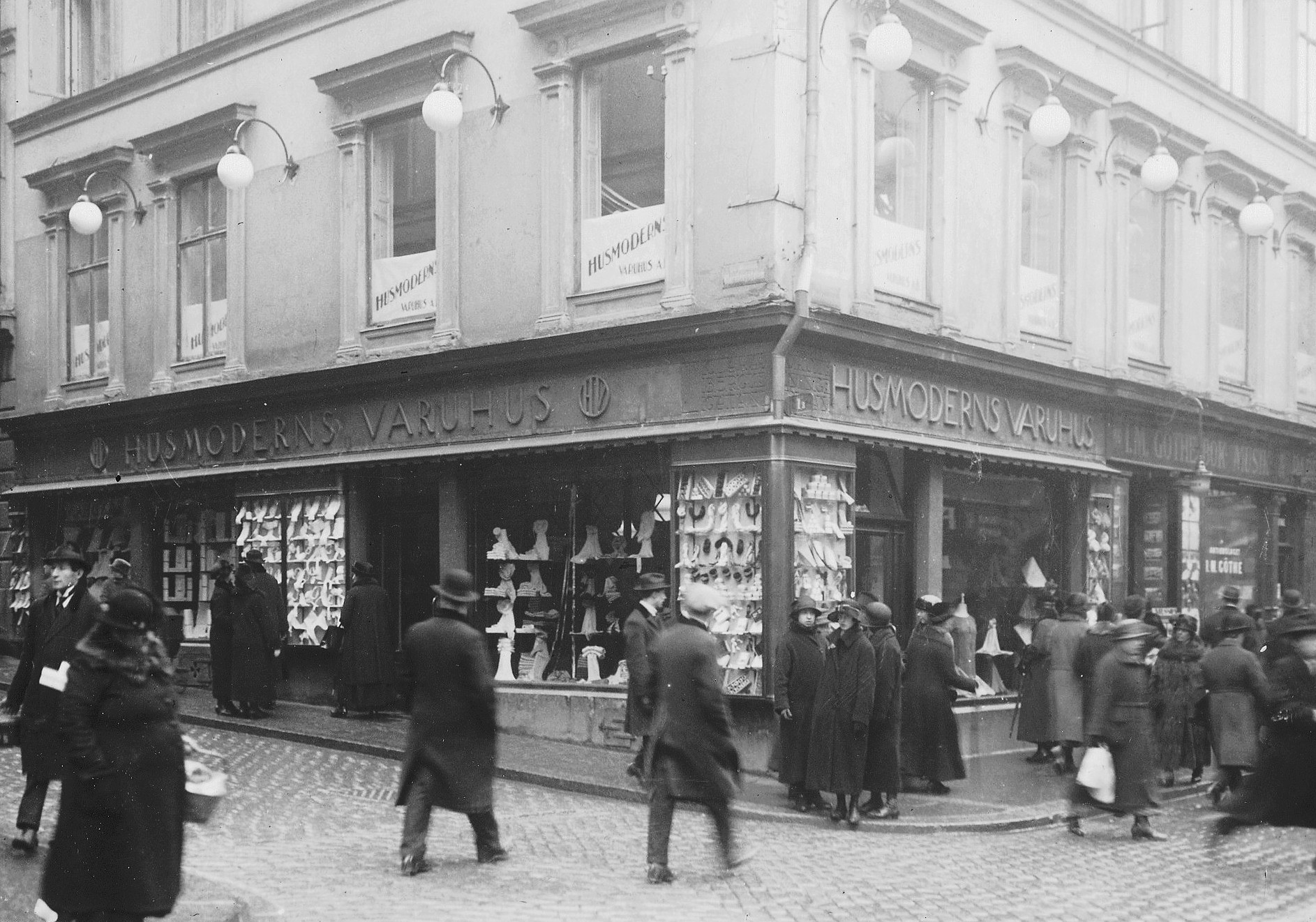
Husmoders warenhuis in 1928.

Husmodern varuhus AB, Varuhuset för Sveriges husmödrar (vertaald: het warenhuis voor Zweedse huisvrouwen), was een Zweeds warenhuis dat als een onafhankelijk bedrijf werd gerund binnen de uitgeverij Åhlén & Åkerlunds, die tevens het tijdschrift Husmodern uitgaf. Het warenhuis van Husmodern bevond zich aan de Drottninggatan 46 in Stockholm, totdat het in 1955 werd gesloopt. Nog in datzelfde jaar werd het weer tot leven gewekt als Modehuset Claire in Klarabergsgatan 33–35.

## Geschiedenis

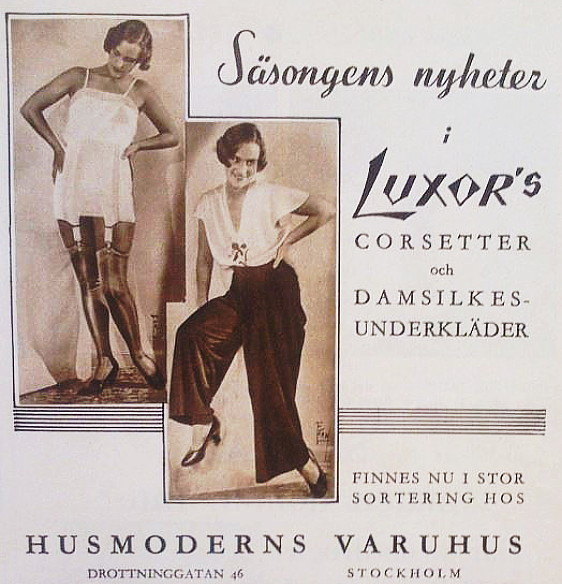
Reclame uit de jaren 1930

Husmoderns varuhus AB opende zijn deuren op zaterdag 28 februari 1925 in het hoekpand Drottninggatan 46 / Klarabergsgatan 25, waar voorheen ijzerwaren werden verkocht door G. R. Feychtings jernkramhandet. Het warenhuis bevond zich op de begane grond en bovenverdieping van het gebouw. Het werd gerund door het vrouwenblad Husmodern, maar was een zelfstandig bedrijf. In 1929 werd Hakon Josephsson bestuursvoorzitter van warenhuis Husmoderns en in 1932 nam hij het bedrijf over. Voorheen was hij afdelingshoofd bij Nordiska Kompaniet.
Het bedrijf publiceerde jaarlijks verschillende catalogi, waarin goederen via postorder konden worden besteld. Extra aanbiedingen of prijslijsten waren als bijlagen bij het Husmoderns tijdschrift gevoegd. Het assortiment bestond vooral uit kleding voor dames en kinderen, maar ook babyartikelen, linnengoed, kant en borduurwerk, damestassen, naaiaccessoires, witgoed en dergelijke. 
Het gebouw op de hoek Drottninggatan / Klarabergsgatan werd in 1955 gesloopt als onderdeel van de Norrmalm-stadsplanning, waarbij de metro werd aangelegd en eind jaren 1960 Sergels torg werd gebouwd. Tegenwoordig wordt de toenmalige locatie van het warenhuis Husmodern grofweg ingenomen door het paviljoengebouw met de metrotoegang tot het station T-Centralen.

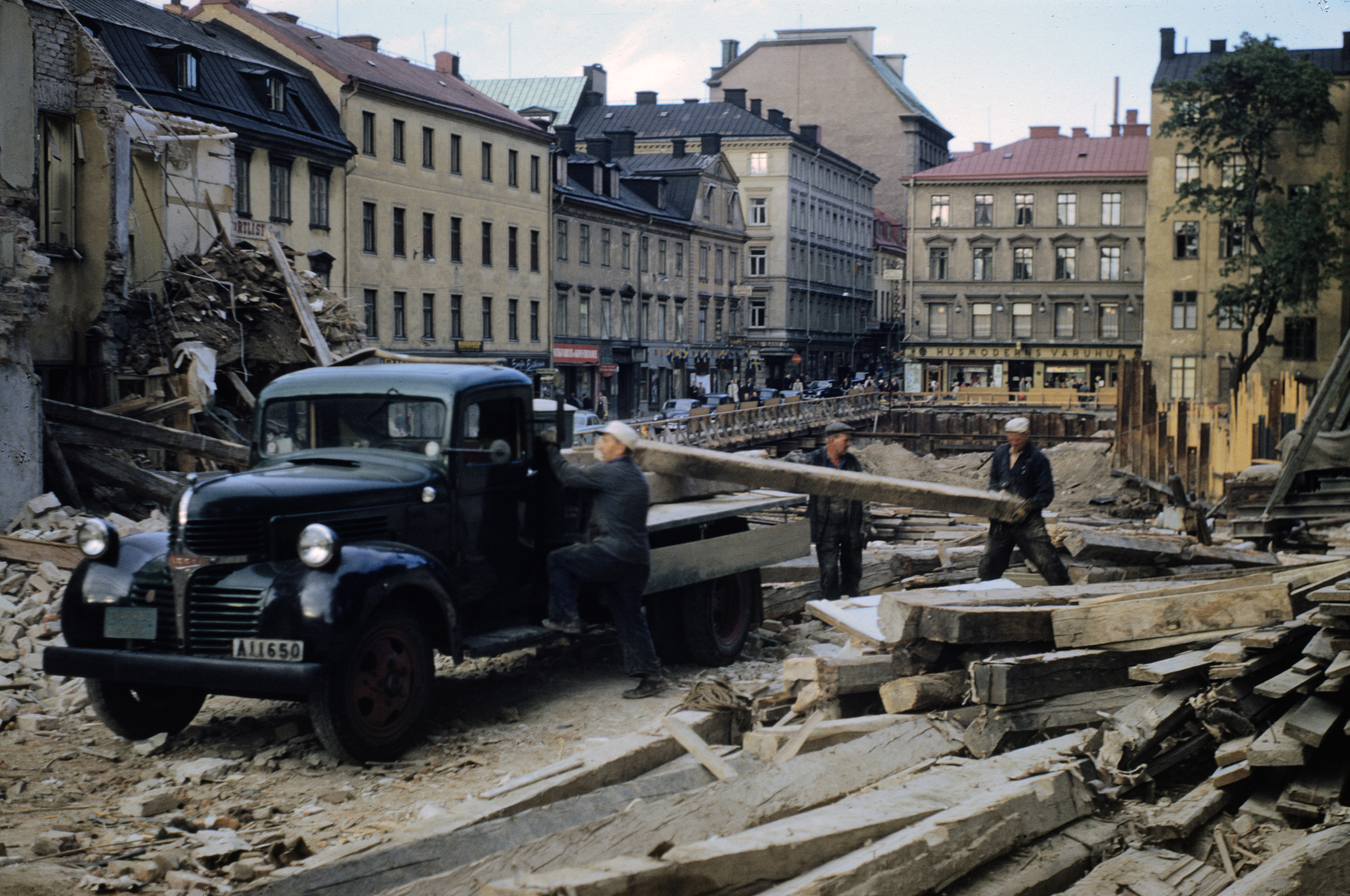
Klarabergsgatan in het oosten met de bouw van de metro in 1953. Het warenhuis van Husmodern.
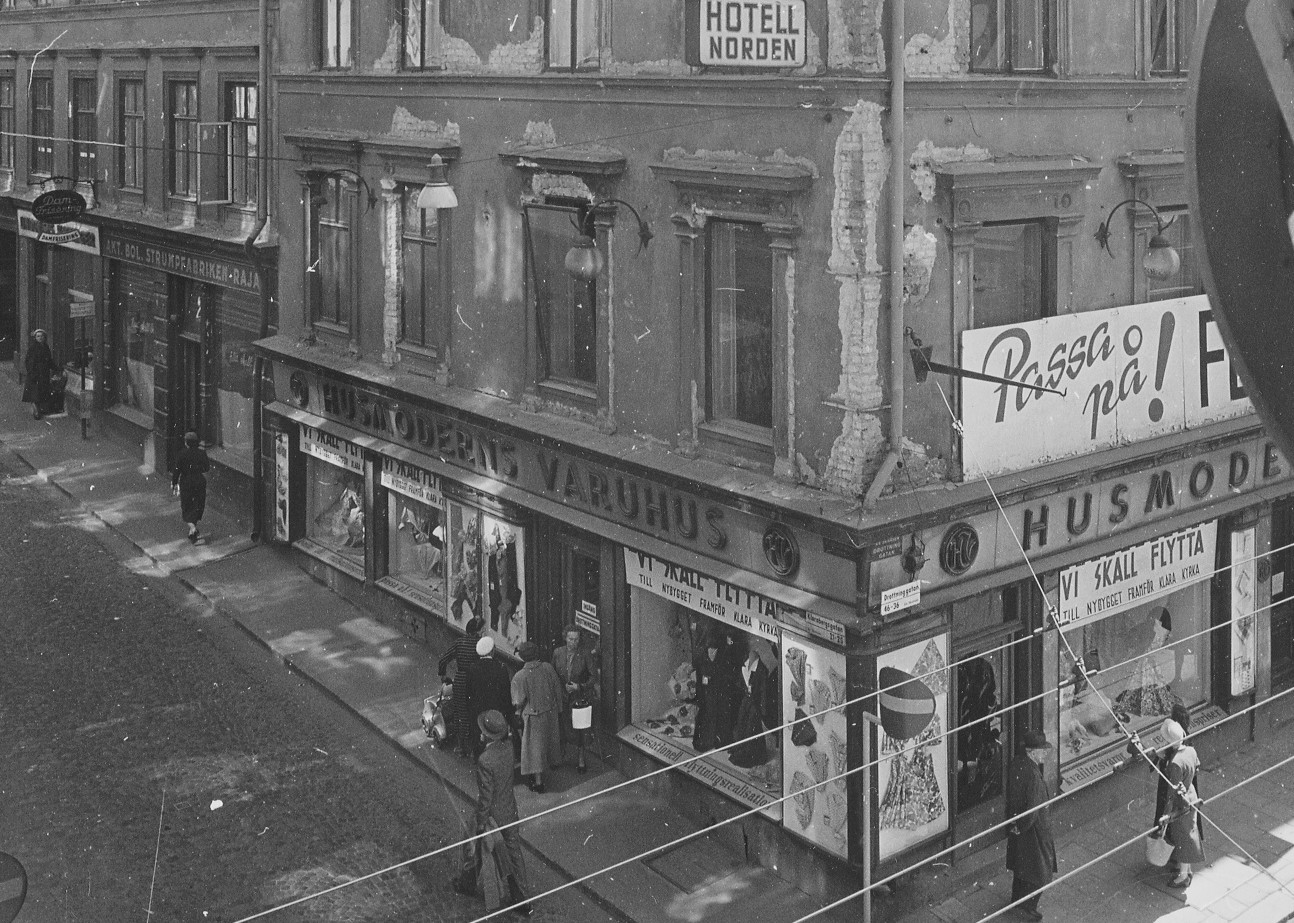
Verhuizingsuitverkoop in het warenhuis Husmodern in juni 1955.